# Paul Velsa
Paul Isaac Welsa dit Paul Velsa né le 29 décembre 1905 dans le 12e arrondissement de Paris et mort en déportation le 20 mai 1944 à Auschwitz, est un acteur français.

## Biographie
Paul Welsa naît le 29 décembre 1905, à la maternité de l'hôpital Saint-Antoine, dans le 12e arrondissement de Paris, fils de Maurice Welsa, passementier rue de la Roquette dans le 11e arrondissement de Paris et de Jeanne Aronowitz, tous deux d'origine polonaise. Sa première prestation connue sur scène se fait à l'âge de 17 ans au théâtre des Ternes en février 1923. Il apparaît à l'écran, 9 ans plus tard, dans un film muet de Jean Renoir, Tire-au-flanc, dans le rôle du caporal Bourrache.
Après 15 années passées tant sur les scènes de théâtre que sur les plateaux de cinéma, sa carrière s'interrompt à la veille de la Seconde Guerre mondiale. Victime des lois anti-juives du gouvernement de Vichy, il est arrêté peu de temps après la mort de son père et détenu au camp de Drancy à partir 4 mai 1944, puis déporté dans le convoi n° 73 du 15 mai 1944 vers Kaunas/Reval en Lituanie. Au moment de son arrestation, il habite au 47 rue Chauvelot à Malakoff (Seine). Il a 38 ans et est marié depuis le 21 juin 1928 à Rachel Joël, née le 12 octobre 1904, fille de Mendel Joël, représentant de commerce, et de Sarah Garbonsky.
Il est transféré depuis la Lituanie sur Auschwitz où il meurt le 20 mai 1944 à l'âge de 38 ans.
Paul Welsa figure sur le Mur des Noms du Mémorial de la Shoah à Paris (dalle no 42, colonne no 14, rangée no 3).

## Théâtre
- 1923 : Tel père... tel fils, vaudeville en 1 acte de Paul Murio, au théâtre des Ternes (16 février)
- 1923 : Oh ! Nini, tu m'affoles !, vaudeville en 3 actes de Paul Murio, au théâtre Comoedia (octobre)
- 1923 : Le Train de 8 heures 47, pièce en 5 actes de Léo Marchès d'après le roman de Georges Courteline, à la Scala (16 décembre) : La Violette
- 1924 : La Femme à barbe, farce en 3 actes d'Yves Mirande et Henri Géroule, à la Scala (16 février) : le boxeur poids coq
- 1924 : Le Dindon, comédie en 3 actes de Georges Feydeau, à la Scala (juillet) : le valet de chambre
- 1928 : Le Train des cocus, vaudeville en 3 actes de Paul Murio et Robert de Thiac, au théâtre de la Gaîté-Rochechouart (25 mai)
- 1928 : J'veux coucher avec Nini, vaudeville en 3 actes de Paul Murio, au théâtre de la Gaîté-Rochechouart (16 juin)
- 1932 : Pour une fois, savez-vous !, comédie franco-belge en 3 actes et 5 tableaux de Charles Tutelier, à la Scala (12 février) : Benjamin Costermans

## Filmographie

### Courts métrages
- 1932 : Un beau jour de noces de Maurice Cammage : Louis
- 1932 : Vive la classe de Maurice Cammage : Poussinot
- 1933 : Adémaï Joseph à l'ONM de Jean de Marguenat

### Longs métrages
- 1928 : Tire-au-flanc de Jean Renoir : le caporal Bourrache
- 1929 : Le Capitaine Fracasse d'Alberto Cavalcanti et Henry Wulschleger : Matamore
- 1931 : La Bande à Bouboule de Léon Mathot
- 1931 : Je serai seule après minuit de Jacques de Baroncelli : le militaire
- 1931 : En bordée de Joe Francis et Henry Wulschleger
- 1932 : Le Cœur de Paris de Jean Benoit-Lévy et Marie Epstein
- 1932 : Un coup de téléphone de Georges Lacombe : Ferdinand
- 1933 : Le Crime du Bouif d'André Berthomieu : l'avocat
- 1933 : L'Enfant de ma sœur de Henry Wulschleger : Barbotau
- 1933 : Bach millionnaire de Henry Wulschleger : Jules
- 1933 : Mademoiselle Josette, ma femme d'André Berthomieu : Prosper
- 1933 : Tire-au-flanc de Henry Wulschleger : Grimballe
- 1933 : La Margoton du bataillon, de Jacques Darmont : Pidou
- 1934 : Mauvaise Graine de Billy Wilder et Alexander Esway : l'homme aux cacahuètes
- 1934 : La crise est finie de Robert Siodmak : le machiniste
- 1934 : Famille nombreuse d’André Hugon
- 1934 : Le Train de 8 heures 47 de Henry Wulschleger : Joussiaume
- 1935 : Le Bébé de l'escadron de René Sti
- 1935 : La Rosière des halles de Jean de Limur
- 1936 : The First Offence de Herbert Mason
- 1936 : Nitchevo de Jacques de Baroncelli : le cuisinier
- 1936 : Les Jumeaux de Brighton de Claude Heymann : le contrôleur des passeports
- 1937 : Boissière de Fernand Rivers : Vigouroux
- 1938 : Les Deux Combinards de Jacques Houssin : l'avocat
- 1938 : Gibraltar de Fedor Ozep
- 1938 : Accord final d'Ignacy Rosenkranz : le speaker
- 1938 : Les Gaietés de l'exposition d'Ernest Hajos